# Colombar des Ghats
Treron affinis
Espèce
Statut de conservation UICN

 LC  : Préoccupation mineure
Le Colombar des Ghats (Treron affinis) est une espèce d'oiseaux de la famille des Columbidae. Elle était autrefois considérée comme une sous-espèce du Colombar pompadour (T. pompadora).

## Répartition
Cet oiseau peuple les Ghâts occidentaux.